# Алберт Парсонс
Ричард Алберт Парсонс (енгл. Albert Richard Parsons, Монтгомери, 24. јун 1848 — Чикаго, 11. новембар 1887) је амерички социјалиста, анархиста и новинар.

## Биографија
У грађанском рату служио је као припадник војске Конфедерације под командом његовог брата, генерал-мајора Вилијама Парсонса. После рата Парсонс је осудио ропство и постао радикални републиканац. Парсонс је у свом часопису заговарао једнака права за Афро-Американце. Године 1873. Парсонс се оженио са афроамериканком Луси Валер. Мешовити бракови у Тексасу су били неприхватљиви и под притиском Кју клукс клана, пар се преселио у Чикаго.
Парсонс и његова супруга се придружују Социјалистичкој радничкој партији 1876. године. Дана 1. маја 1886. године је почео штрајк широм Сједињених Држава у подршци за осмочасовни радни дан. Током наредних неколико дана преко 340.000 мушкараца и жена се повукло са посла. Преко четвртине ових штрајкача су били из Чикага, а послодавци су били толико шокирани овим јединством да су за 45.000 радника у граду одмах одобрили краћи радни дан. Кампања за осмочасовни радни дан је организована од стране Међународне радне народне асоцијације (ИВПА). Дана 3. маја, ИВПА је у Чикагу одржао митинг, где су радници били у штрајку. Док је Аугуст Спајс, један од лидера ИВПА држао говор, полиција је дошла и отворила ватру на гомилу, усмртивши четири радника.
Следећи дан Аугуст Спајс, који је био уредник Арбајтер-Цајтунга, је објавио брошуру на енглеском и немачком језику под насловом: Освета! Радничко оружје. То укључује изјаву: „Убили су сиромашне несрећнике, јер они, као и ви, имали су храбрости да послушају пре Свевишњег од ваших шефова“. Дана 4. маја, око 3.000 људи се појавило на Хејмаркет састанку. У 10 часова Капетан Џон Бонфилд и 180 полицајаца су стигли на сцену. Бонфилд је говорио окупљенима да се одмах разиђу када је неко бацио бомбу у полицијске редове из једне улице које су водиле ка тргу. Бомба је експлодирала и убила осам мушкараца а ранила шездесет седам. Полиција је затим одмах напала окупљене. Број људи којих је убијено је непознат (тачан број никада није обелодањен), а преко 200 је тешко повређено. Неколико људи је идентификовало Рудолфа Шнаубелта као човека који је бацио бомбу. Он је ухапшен, али је касније пуштен без подизања оптужнице. Касније се тврдило да је Шнаубелт био агент провокатор из власти. Након издавања Шнаубелта, полиција је ухапсила Самуела Филдена, једног Енглеза и шест немачких имиграната. Полиција је такође тражила Парсонса, али је отишао у илегалу и био у стању да избегне хапшење. Међутим ујутро Парсонс је дошао у суд са својим друговима.
Било је доста сведока који су били у стању да докажу да ни један од осам мушкараца није бацио бомбу. Власти су стога одлучиле да их оптуже за заверу да се почини убиство. Тужилаштво је доказивало случај да су ти људи направили писмене говоре и чланке који су подстакли неименованог човека да на Хајмаркету баци бомбу на полицију. Порота је изабрала посебног судског извршиоца, уместо да буду изабрани насумице. Један од њих био је рођак једне од жртава полиције. На суђењу се појавио Ендру Џонсон, детектив из агенције Пинкертон. Џонсон је тврдио да су на анархистичким састанцима људи говорили о коришћењу насиља. Новинари који су присуствовали тим састанцима су такође изјавили да су оптужени разговарали о употреби силе да „сруше систем“. Током суђења, судија је дозволио да прочитају и чланке где се тврдило у корист употребом насиља да се добије политичка промена. Судија је затим рекао да је порота, ако су они веровали, на основу доказа, да су ови говори и чланци допринели за бацање бомбе, они су оправдане у проналажењу оптужених да су криви. Сви мушкарци су проглашени кривим: Парсонс, Аугуст Спајс и Адолф Фишер, Луис Линг и Џорџ Енгел су добили смртну казну. Док су Оскар Небе, Самјуел Филден и Мајкл Шваб осуђени на доживотну робију. Дана 10. новембра, 1887, Линг је извршио самоубиство динамитом. Сутрадан Парсонс, Фишер и Енгел су доведени на вешала. Како је омча стављена око врата, они су повикали: „Доћи ће време када ће наша тишина бити снажнија него гласови који су загушени данас."